# ジョーン・ブロンデル
ジョーン・ブロンデル（Joan Blondell, 本名：Rose Joan Blondell、1906年8月30日 - 1979年12月25日）は、アメリカ合衆国の女優。

## 経歴
ニューヨーク・マンハッタン出身。ヴォードヴィルの一家だった。父親はフランス系、母親はアイルランド系。妹は『ドナルドダック』シリーズでデイジーダックの声を担当した女優・声優のグロリア・ブロンデル。
1930年にブロードウェイで共演していたジェームズ・キャグニーと共にワーナー・ブラザースと契約し、映画出演する。
1965年の映画『シンシナティ・キッド』で、第37回ナショナル・ボード・オブ・レビュー賞 助演女優賞を受賞したほか、第23回ゴールデングローブ賞助演女優賞にノミネートされる等、高い評価を受けた。
私生活では3回結婚している。相手は撮影監督のジョージ・バーンズ（1933年 - 1936年）、俳優のディック・パウエル（1936年 - 1944年）、映画プロデューサーのマイク・トッド（1947年 - 1950年）である。
1979年12月25日、白血病のため死去、73歳。

## 主な出演作品
- 民衆の敵 The Public Enemy (1931)
- 繁盛娘 Big Business Girl (1931)
- 夜の看護婦 Night Nurse (1931)
- 腕の男 Blonde Crazy (1931)
- 女探偵長 Miss Pinkerton (1932)
- 歩道の三人女 Three on a Match (1932)
- ゴールド・ディガース Gold Diggers of 1933 (1933)
- フットライト・パレード Footlight Parade (1933)
- 彼女の男 He Was Her Man (1934)
- 泥酔夢 Dames (1934)
- 弾丸か投票か Bullets or Ballots (1936)
- 踊る三十七年 Gold Diggers of 1937 (1936)
- ステージ・ストラック Stage Struck (1936)
- 身代り花形 Stand-In (1937)
- 奥さんは嘘つき There's Always a Woman (1938)
- 唄は星空 East Side of Heaven (1939)
- 彼女はゴースト Topper Returns (1941)
- 或る夜の貴婦人 Lady for a Night (1942)
- ブルックリン横丁 A Tree Grows in Brooklin (1945)
- 冒険 Adventure (1945)
- 悪魔の往く町 Nightmare Alley (1947)
- 青いヴェール The Blue Veil (1951)
- デスク・セット Desk Set (1957)
- ロック・ハンターはそれを我慢できるか? Will Success Spoil Rock Hunter? (1957)
- 奇蹟の天使 Angel Baby (1961)
- うしろへ突撃! Advance to the Rear (1964)
- シンシナティ・キッド The Cincinnati Kid (1965)
- 烙印の狼 Ride Beyond Vengeance (1966)
- 荒野の隠し井戸 Waterhole #3 (1967)
- ステイ・アウェイ・ジョー Stay Away, Joe (1968)
- 地平線から来た男 Support Your Local Gunfighter (1971)
- 名犬ウォン・トン・トン Won Ton Ton, the Dog Who Saved Hollywood (1976)
- オープニング・ナイト Opening Night (1977)
- グリース Grease (1978)
- 自由と愛の大地 The Rebels (1978) テレビ映画
- チャンプ Champ (1979)